# 鶴儀ジャンクション
鶴儀ジャンクション（ハギジャンクション）は大韓民国京畿道義王市にあるソウル外郭循環高速道路と果川峰潭都市高速化道路を結ぶジャンクションである。

## 接続する路線

### 仁川・九里 方面
- ソウル外郭循環高速道路（32番）

### 果川・峰潭 方面
- 果川峰潭都市高速化道路

## 隣
ソウル外郭循環高速道路
- (31) 坪村IC - (32) 鶴儀JCT - 清渓料金所 - 清渓SA - (1) 板橋JCT

果川峰潭都市高速化道路
- 果川IC - 鶴儀JCT - 清渓IC